# Cruviers-Lascours
Cruviers-Lascours [kʁyvje laskuʁ] est une commune française située dans le centre du département du Gard, en région Occitanie.
Exposée à un climat méditerranéen, elle est drainée par le Gard, la Droude. La commune possède un patrimoine naturel remarquable composé d'une zone naturelle d'intérêt écologique, faunistique et floristique.
Cruviers-Lascours est une commune rurale qui compte 703 habitants en 2022, après avoir connu une forte hausse de la population depuis 1968.  Elle fait partie de l'aire d'attraction de Nîmes. Ses habitants sont appelés les Cruviersiens ou  Cruviersiennes.

## Géographie

### Localisation
Le village de Cruviers-Lascours est situé au bord du Gardon, à 16 km d'Alès (et dans son arrondissement), et à 25 km de Nîmes. Il se trouve proche des premiers contreforts des Cévennes.
| Ners                  | Martignargues     | Saint-Césaire-de-Gauzignan |
| Boucoiran-et-Nozières | Cruviers-Lascours |                            |
|                       |                   | Brignon                    |

### Hydrographie et relief
Cruviers-Lascours se situe entre deux rivières, le Gardon et la Droude, dans un vallon boisé au milieu de la garrigue.

### Climat
Pour des articles plus généraux, voir Climat de l'Occitanie et Climat du Gard.
En 2010, le climat de la commune est de type climat méditerranéen franc, selon une étude s'appuyant sur une série de données couvrant la période 1971-2000. En 2020, Météo-France publie une typologie des climats de la France métropolitaine dans laquelle la commune est exposée à un climat méditerranéen et est dans la région climatique Provence, Languedoc-Roussillon, caractérisée par une pluviométrie faible en été, un très bon ensoleillement (2 600 h/an), un été chaud (21,5 °C), un air très sec en été, sec en toutes saisons, des vents forts (fréquence de 40 à 50 % de vents > 5 m/s) et peu de brouillards.
Pour la période 1971-2000, la température annuelle moyenne est de 13,8 °C, avec une amplitude thermique annuelle de 17,7 °C. Le cumul annuel moyen de précipitations est de 872 mm, avec 6,8 jours de précipitations en janvier et 3,2 jours en juillet. Pour la période 1991-2020, la température moyenne annuelle observée sur la station météorologique la plus proche, située sur la commune de Deaux à 8 km à vol d'oiseau, est de 14,9 °C et le cumul annuel moyen de précipitations est de 967,1 mm,. Pour l'avenir, les paramètres climatiques de la commune estimés pour 2050 selon différents scénarios d’émission de gaz à effet de serre sont consultables sur un site dédié publié par Météo-France en novembre 2022.

### Milieux naturels et biodiversité

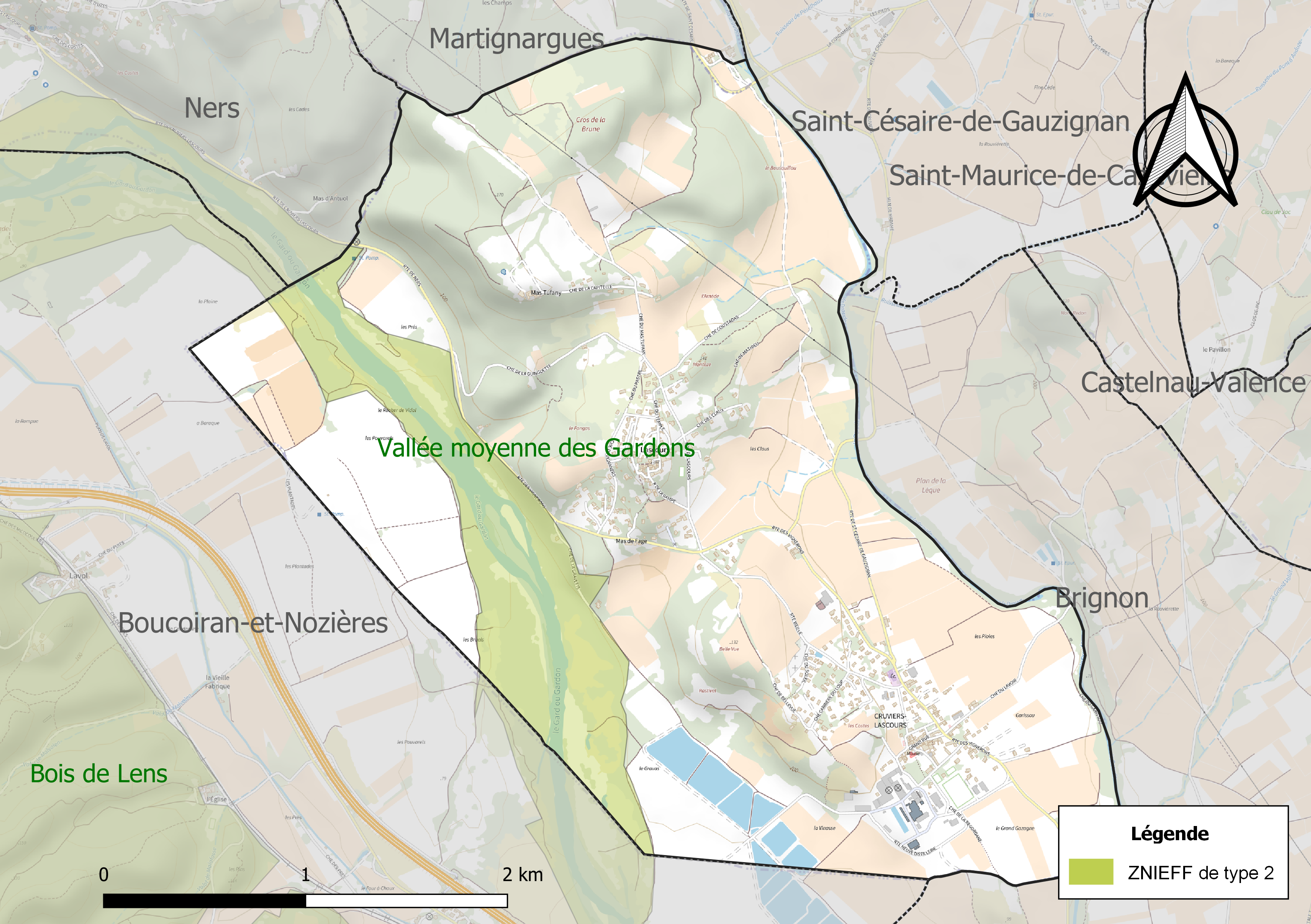
Carte de la ZNIEFF de type 2 localisée sur la commune.

L’inventaire des zones naturelles d'intérêt écologique, faunistique et floristique (ZNIEFF) a pour objectif de réaliser une couverture des zones les plus intéressantes sur le plan écologique, essentiellement dans la perspective d’améliorer la connaissance du patrimoine naturel national et de fournir aux différents décideurs un outil d’aide à la prise en compte de l’environnement dans l’aménagement du territoire.
Une ZNIEFF de type 2 est recensée sur la commune :
la « vallée moyenne des Gardons » (1 848 ha), couvrant 24 communes du département.

## Urbanisme
Plan local d’urbanisme, approuvé le 3/04/2019, applicable au 7/04/2019.

### Typologie
Au 1er janvier 2024, Cruviers-Lascours est catégorisée bourg rural, selon la nouvelle grille communale de densité à sept niveaux définie par l'Insee en 2022.
Elle est située hors unité urbaine. Par ailleurs la commune fait partie de l'aire d'attraction de Nîmes, dont elle est une commune de la couronne,. Cette aire, qui regroupe 92 communes, est catégorisée dans les aires de 200 000 à moins de 700 000 habitants,.

### Occupation des sols
L'occupation des sols de la commune, telle qu'elle ressort de la base de données européenne d’occupation biophysique des sols Corine Land Cover (CLC), est marquée par l'importance des territoires agricoles (62 % en 2018), en diminution par rapport à 1990 (69,9 %). La répartition détaillée en 2018 est la suivante : 
cultures permanentes (54,8 %), forêts (17,9 %), zones urbanisées (15 %), zones agricoles hétérogènes (7,3 %), espaces ouverts, sans ou avec peu de végétation (3,6 %), milieux à végétation arbustive et/ou herbacée (1,4 %). L'évolution de l’occupation des sols de la commune et de ses infrastructures peut être observée sur les différentes représentations cartographiques du territoire : la carte de Cassini (XVIIIe siècle), la carte d'état-major (1820-1866) et les cartes ou photos aériennes de l'IGN pour la période actuelle (1950 à aujourd'hui).

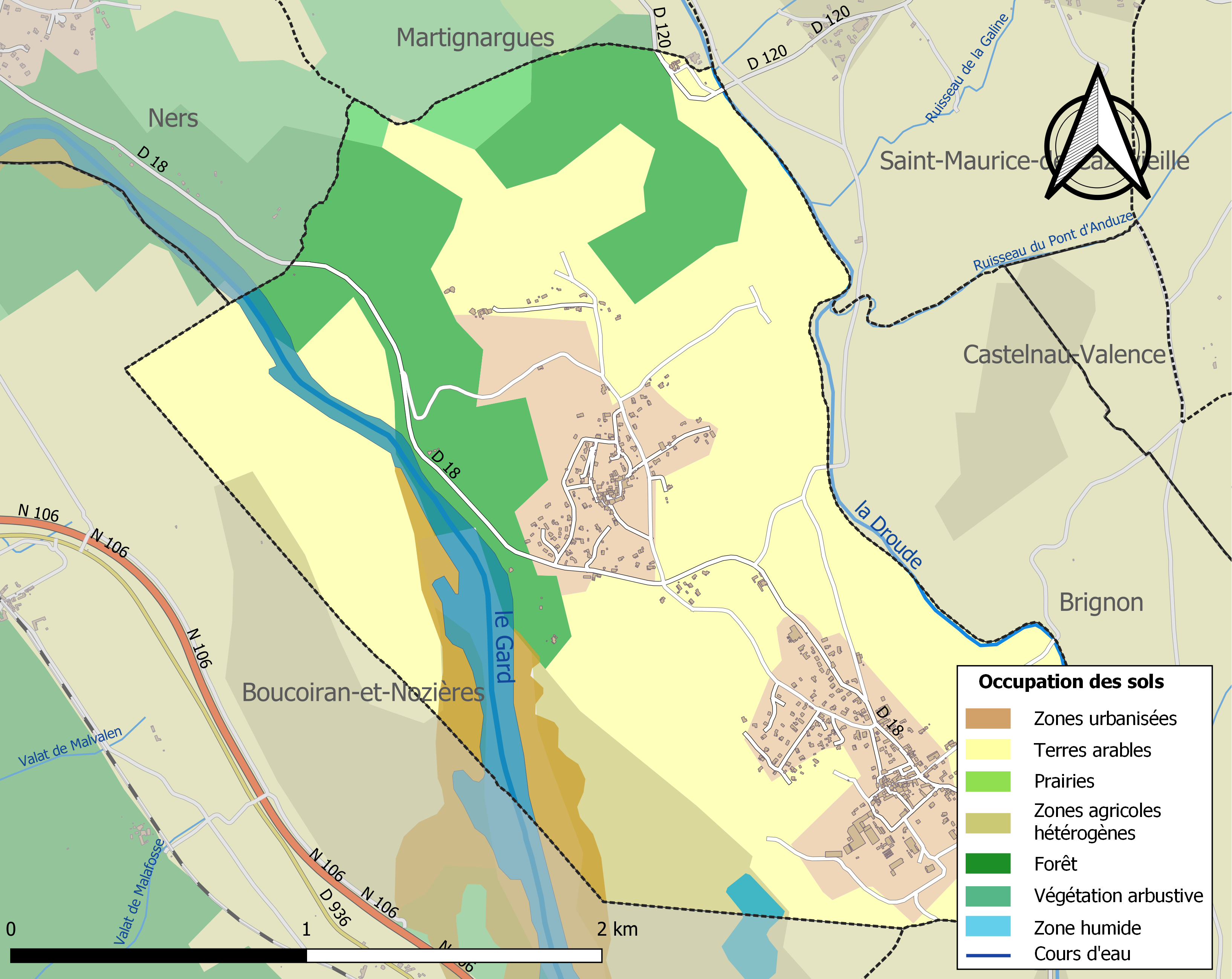
Carte des infrastructures et de l'occupation des sols de la commune en 2018 (CLC).

### Risques majeurs
Le territoire de la commune de Cruviers-Lascours est vulnérable à différents aléas naturels : météorologiques (tempête, orage, neige, grand froid, canicule ou sécheresse), inondations, feux de forêts, mouvements de terrains et séisme (sismicité faible). Il est également exposé à deux risques technologiques,  le transport de matières dangereuses et la rupture d'un barrage. Un site publié par le BRGM permet d'évaluer simplement et rapidement les risques d'un bien localisé soit par son adresse soit par le numéro de sa parcelle.

#### Risques naturels
Certaines parties du territoire communal sont susceptibles d’être affectées par le risque d’inondation par débordement de cours d'eau et par une crue torrentielle ou à montée rapide de cours d'eau, notamment le Gard et la Droude. La commune a été reconnue en état de catastrophe naturelle au titre des dommages causés par les inondations et coulées de boue survenues en 1982, 1993, 1995, 2001 et 2002,.

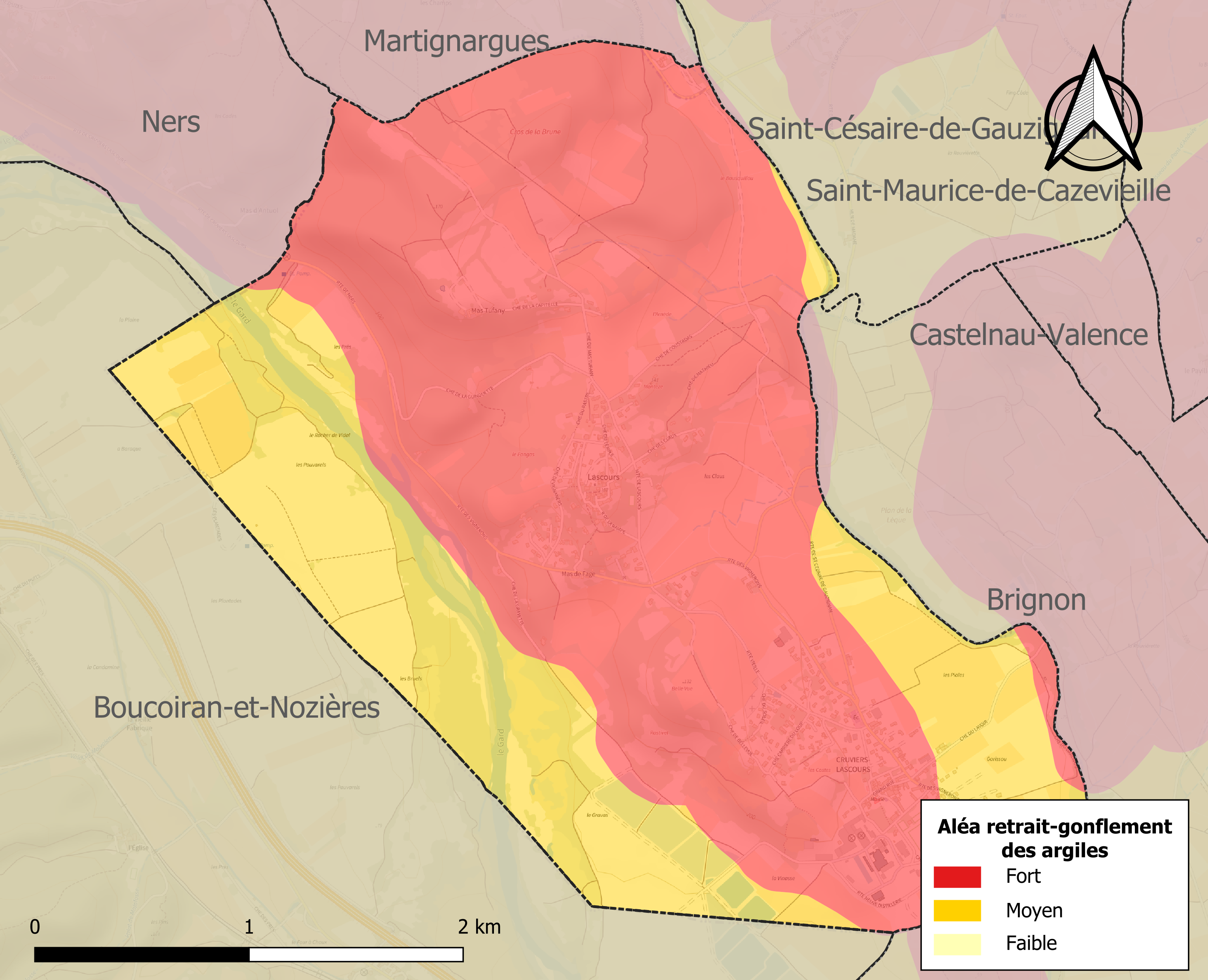
Carte des zones d'aléa retrait-gonflement des sols argileux de Cruviers-Lascours.

La commune est vulnérable au risque de mouvements de terrains constitué principalement du retrait-gonflement des sols argileux. Cet aléa est susceptible d'engendrer des dommages importants aux bâtiments en cas d’alternance de périodes de sécheresse et de pluie. La totalité de la commune est en aléa moyen ou fort (67,5 % au niveau départemental et 48,5 % au niveau national). Sur les 283 bâtiments dénombrés sur la commune en 2019, 283 sont en aléa moyen ou fort, soit 100 %, à comparer aux 90 % au niveau départemental et 54 % au niveau national. Une cartographie de l'exposition du territoire national au retrait gonflement des sols argileux est disponible sur le site du BRGM,.
Par ailleurs, afin de mieux appréhender le risque d’affaissement de terrain, l'inventaire national des cavités souterraines permet de localiser celles situées sur la commune.

#### Risques technologiques
Le risque de transport de matières dangereuses sur la commune est lié à sa traversée par des infrastructures routières ou ferroviaires importantes ou la présence d'une canalisation de transport d'hydrocarbures. Un accident se produisant sur de telles infrastructures est en effet susceptible d’avoir des effets graves au bâti ou aux personnes jusqu’à 350 m, selon la nature du matériau transporté. Des dispositions d’urbanisme peuvent être préconisées en conséquence.
La commune est en outre située en aval du barrage de Sainte-Cécile-d'Andorge, un ouvrage de classe A doté d'un PPI. À ce titre elle est susceptible d’être touchée par l’onde de submersion consécutive à la rupture de cet ouvrage.

## Toponymie
- Occitan Cruviè, du roman Cruviers, du bas latin Cruverium[20].
- Occitan Lascours, du bas latin Curtes[20].

## Histoire

### Époque moderne
Cruviers-Lascours fut le théâtre d'une victoire remportée par les camisards sur les troupes royales au début du XVIIIe siècle.

### Révolution française et Empire
Entre 1790 et 1794, les communes de Cruviers et de Lascours sont unies pour former la commune actuelle.

## Politique et administration

### Liste des maires
Le 22 septembre 2015, dans une lettre rendue publique, Bernard Zassot, élu maire en 2014, démissionne avec trois de ses adjoints. En cause, le harcèlement moral dont ils font l'objet . Il est remplacé en décembre 2015 par Fabien Fiard.
| Période                                  | Période        | Identité         | Étiquette | Qualité           |
| ---------------------------------------- | -------------- | ---------------- | --------- | ----------------- |
|                                          | 2008           | Jean-Paul Ageron | DVG       |                   |
| 2008                                     | 2014           | Emmanuel Schor   | SE        |                   |
| mars 2014                                | septembre 2015 | Bernard Zassot   | SE        | Chef d'entreprise |
| Décembre 2015                            | 2026           | Fabien Fiard     | SE        |                   |
| Les données manquantes sont à compléter. |                |                  |           |                   |

## Population et société

### Démographie
L'évolution du nombre d'habitants est connue à travers les recensements de la population effectués dans la commune depuis 1793. Pour les communes de moins de 10 000 habitants, une enquête de recensement portant sur toute la population est réalisée tous les cinq ans, les populations de référence des années intermédiaires étant quant à elles estimées par interpolation ou extrapolation. Pour la commune, le premier recensement exhaustif entrant dans le cadre du nouveau dispositif a été réalisé en 2004.

En 2022, la commune comptait 703 habitants, en évolution de −0,28 % par rapport à 2016 (Gard : +2,97 %, France hors Mayotte : +2,11 %).
| 1793 | 1800 | 1806 | 1821 | 1831 | 1836 | 1841 | 1846 | 1851 |
| ---- | ---- | ---- | ---- | ---- | ---- | ---- | ---- | ---- |
| 247  | 261  | 259  | 272  | 295  | 288  | 277  | 288  | 299  |

| 1856 | 1861 | 1866 | 1872 | 1876 | 1881 | 1886 | 1891 | 1896 |
| ---- | ---- | ---- | ---- | ---- | ---- | ---- | ---- | ---- |
| 302  | 321  | 273  | 264  | 287  | 246  | 289  | 243  | 236  |

| 1901 | 1906 | 1911 | 1921 | 1926 | 1931 | 1936 | 1946 | 1954 |
| ---- | ---- | ---- | ---- | ---- | ---- | ---- | ---- | ---- |
| 250  | 235  | 267  | 252  | 270  | 265  | 253  | 252  | 251  |

| 1962 | 1968 | 1975 | 1982 | 1990 | 1999 | 2004 | 2006 | 2009 |
| ---- | ---- | ---- | ---- | ---- | ---- | ---- | ---- | ---- |
| 291  | 280  | 300  | 353  | 443  | 444  | 537  | 562  | 631  |

| 2014 | 2019 | 2022 | - | - | - | - | - | - |
| ---- | ---- | ---- | - | - | - | - | - | - |
| 689  | 700  | 703  | - | - | - | - | - | - |

## Économie

### Revenus
En 2018  (données Insee publiées en septembre 2021), la commune compte 266 ménages fiscaux, regroupant 697 personnes. La médiane du revenu disponible par unité de consommation est de 21 410 € (20 020 € dans le département).

### Emploi
|                | 2008   | 2013  | 2018  |
| -------------- | ------ | ----- | ----- |
| Commune        | 6,9 %  | 8,3 % | 9,5 % |
| Département    | 10,6 % | 12 %  | 12 %  |
| France entière | 8,3 %  | 10 %  | 10 %  |

En 2018, la population âgée de 15 à 64 ans s'élève à 423 personnes, parmi lesquelles on compte 77 % d'actifs (67,5 % ayant un emploi et 9,5 % de chômeurs) et 23 % d'inactifs,. Depuis 2008, le taux de chômage communal (au sens du recensement) des 15-64 ans est inférieur à celui de la France et du département.
La commune fait partie de la couronne de l'aire d'attraction de Nîmes, du fait qu'au moins 15 % des actifs travaillent dans le pôle,. Elle compte 188 emplois en 2018, contre 199 en 2013 et 161 en 2008. Le nombre d'actifs ayant un emploi résidant dans la commune est de 285, soit un indicateur de concentration d'emploi de 65,7 % et un taux d'activité parmi les 15 ans ou plus de 59,5 %.
Sur ces 285 actifs de 15 ans ou plus ayant un emploi, 68 travaillent dans la commune, soit 24 % des habitants. Pour se rendre au travail, 89,5 % des habitants utilisent un véhicule personnel ou de fonction à quatre roues, 1,8 % les transports en commun, 3,2 % s'y rendent en deux-roues, à vélo ou à pied et 5,6 % n'ont pas besoin de transport (travail au domicile).

### Activités hors agriculture
49 établissements sont implantés  à Cruviers-Lascours au 31 décembre 2019. Le tableau ci-dessous en détaille le nombre par secteur d'activité et compare les ratios avec ceux du département,.
| Secteur d'activité                                                                                        | Commune | Commune | Département |
| Secteur d'activité                                                                                        | Nombre  | %       | %           |
| --- | ------- | ------- | ----------- |
| Ensemble                                                                                                  | 49      | 100 %   | (100 %)     |
| Industrie manufacturière, industries extractives et autres                                                | 6       | 12,2 %  | (7,9 %)     |
| Construction                                                                                              | 12      | 24,5 %  | (15,5 %)    |
| Commerce de gros et de détail, transports, hébergement et restauration                                    | 10      | 20,4 %  | (30 %)      |
| Information et communication                                                                              | 3       | 6,1 %   | (2,2 %)     |
| Activités financières et d'assurance                                                                      | 3       | 6,1 %   | (3 %)       |
| Activités immobilières                                                                                    | 2       | 4,1 %   | (4,1 %)     |
| Activités spécialisées, scientifiques et techniques et activités de services administratifs et de soutien | 5       | 10,2 %  | (14,9 %)    |
| Administration publique, enseignement, santé humaine et action sociale                                    | 3       | 6,1 %   | (13,5 %)    |
| Autres activités de services                                                                              | 5       | 10,2 %  | (8,8 %)     |

Le secteur de la construction est prépondérant sur la commune puisqu'il représente 24,5 % du nombre total d'établissements de la commune (12 sur les 49 entreprises implantées  à Cruviers-Lascours), contre 15,5 % au niveau départemental.

### Agriculture
|               | 1988 | 2000 | 2010 | 2020 |
| ------------- | ---- | ---- | ---- | ---- |
| Exploitations | 24   | 21   | 12   | 7    |
| SAU (ha)      | 299  | 232  | 404  | 147  |

La commune est dans les Garrigues, une petite région agricole occupant le centre du département du Gard. En 2020, l'orientation technico-économique de l'agriculture  sur la commune est la viticulture. Sept exploitations agricoles ayant leur siège dans la commune sont dénombrées lors du recensement agricole de 2020 (24 en 1988). La superficie agricole utilisée est de 147 ha,,.

## Culture locale et patrimoine

### Édifices civils
- Le pittoresque hameau perché de Lascours (tour citée en 1211) domine le Gardon.
- Le village comporte des vestiges préhistoriques et antiques.

### Édifices religieux
- Temple protestant de Cruviers-Lascours.
- Chapelle de Cruviers-Lascours.

## Héraldique
| Blason de Cruviers-Lascours | Blason  | De vair au chef losangé d'or et d'azur.          |
| Blason de Cruviers-Lascours | Détails | Le statut officiel du blason reste à déterminer. |